# Formació de Twin Mountains
La Formació de Twin Mountains, Twin Mountains Formation, també coneguda com a Twin Mountain Formation, és una formació geològica sedimentària dins la formació geològica Trinity Group i que es troba a Texas, als Estats Units. Té un gruix d'uns 50 metres. És una formació de l'era Aptiana dins del Baix Cretaci. És notable pels seus fòssils de dinosaures on s'inclouen el gran teròpode Acrocanthosaurus, el sauròpode Sauroposeidon, i l'ornitòpode Tenontosaurus.
 Se superposa a la Formació Glen Rose.

## Paleovida
- Acrocanthosaurus atokensis[4]
- Dromaeosauridae indet.[4]
- Theropoda indet.[4]
- Sauropoda indet.[4]
- Sauroposeidon[4]
- Euornitòpode sense nom[4]
- Tenontosaurus dossi[4] - "Crani i esquelet postcranial, diversos individus."[5]
- Iguanodontia indet.[4]